# Teatro nel teatro
Il teatro nel teatro (metateatro) è un espediente teatrale con il quale la finzione scenica rimanda direttamente al mondo del teatro, affronta questioni relative alla qualità dell’arte drammatica, oppure, più semplicemente, offre l’azione di personaggi consapevoli della finzione che essi stessi stanno agendo, come frequentemente avviene nella drammaturgia contemporanea.

## Tipologia
Questo artificio è stato spesso utilizzato per rompere la quarta parete tra gli attori e il pubblico o per inscenare una breve rappresentazione all'interno di un dramma, con gli attori di quest'ultima che si rivolgono, oltre al pubblico in platea, anche ad un fittizio pubblico, interpretato da alcuni degli attori della compagnia, che prende posto sul palcoscenico.
Talvolta questa modalità narrativa ha assunto il carattere di svelamento dell'artificio illusorio dell'evento teatrale o dello spazio teatrale da parte di chi agisce la scena nei confronti degli spettatori, rendendo palese l'intero impianto fittizio dell'azione scenica, talvolta allo scopo di mostrare l'illusorietà, non solo della rappresentazione, ma anche della realtà tangibile dagli spettatori.

## Pratica
Nella pratica, il teatro nel teatro può rappresentarsi come un evento teatrale che si svolge sul palcoscenico, all'interno del dramma rappresentato, e che gli spettatori avvertono come un'azione degli attori intenti nella rappresentazione di un dramma. Esempi celebri sono, ad esempio, la seconda scena del terzo atto dell'Amleto di Shakespeare, nel quale degli attori propongono uno spettacolo, consigliati da Amleto, sulla falsariga dell'omicidio perpetrato da Claudio ai danni di Amleto padre. La tecnica metateatrale è usata da Shakespeare anche in diverse altre opere, come ne La bisbetica domata, Sogno di una notte di mezza estate e La tempesta. Esempio del tentativo di corrispondenza fra la finzione teatrale e la vita reale può invece essere il monologo di Jacques in Come vi piace, nel quale egli, paragonando l'esistenza umana ad un evento teatrale, pronuncia la nota frase "All the world's a stage" (che significa "Tutto il mondo è un palcoscenico"). 
In epoca moderna sono celebri i drammi di Luigi Pirandello, nei quali la metateatralità è pretesto per una riflessione sulle finzioni della realtà sensibile. Pirandello compose una trilogia del teatro nel teatro, comprendente Sei personaggi in cerca d'autore, Questa sera si recita a soggetto e Ciascuno a suo modo.
Utilizzato in parte nell'antichità da Plauto e nelle commedie goldoniane, il teatro nel teatro rappresentò per l'arte teatrale del XX secolo una delle rotture delle convenzioni sceniche a scapito del naturalismo ottocentesco, che prediligeva il teatro borghese e la quarta parete. La necessità di rompere l'illusione non deriva, però, unicamente dal fatto di criticare la convenzionalità della pièce bien fait, ma anche dalla necessità di "destare" l'attenzione dello spettatore coinvolgendolo nei giochi multilinguistici e polisemantici dell'evento teatrale, al fine sia di valorizzarne i vari livelli di cui è composto, sia di fornire ai personaggi teatrali nuove possibilità esperienziali.
Noises off di Michael Frayn, conosciuto in Italia con il titolo Rumori fuori scena grazie alla compagnia di Attilio Corsini, porta alle estreme conseguenze l'artificio del teatro nel teatro rappresentando una compagnia che nel primo atto fa le prove di uno spettacolo, per mostrarci nel secondo atto il palcoscenico rovesciato (e, quindi, quanto avviene dietro le quinte) e, nel terzo atto, lo spettacolo dopo la centesima replica. L'esercizio di Frayn non ha particolari valenze, trattandosi di un'opera scritta per il pubblico estivo che negli anni '80 andava in vacanza nel sud Inghilterra, ma rivela una fine conoscenza del mondo degli attori e la maestria nella creazione di un meccanismo che trascina il pubblico in situazioni esilaranti soprattutto grazie alla trovata di girare il palco. In effetti nel secondo atto ci si trova di fronte a ben 3 spettacoli: quello rappresentato verso il fondale, il dietro le quinte che il pubblico vede e, da non scordare, il vero spettacolo, Rumori fuori scena.
Nell'ultimo decennio, Con la Gente dal Ponte di Dimitris Lyacos utilizza tecniche di metateatro in cui un pezzo improvvisato sulla leggenda del vampiro è visto dall'angolo di uno spettatore che registra nel suo diario l'ambientazione e le preparazioni, nonché la sequenza dei monologhi degli attori intervallati da note personali sullo sviluppo della rappresentazione.